# Jaxartia elinguis
Jaxartia elinguis là một loài bướm đêm trong họ Noctuidae.